# Hyoscyamus squarrosus
Hyoscyamus squarrosus är en potatisväxtart som beskrevs av William Griffiths. Hyoscyamus squarrosus ingår i släktet bolmörter, och familjen potatisväxter. Inga underarter finns listade i Catalogue of Life.